# Velpatasvir

Formula química desarrollada de Velpatasvir.

Velpatasvir es un inhibidor pangenotípico de NS5A usado en dosis fija junto a sofosbuvir en el tratamiento de virus hepatitis C, teniendo cobertura para los 6 diferentes genotipos.
Tiene acción contra cualquier genotipo del VHC.

## Indicaciones
Está indicado para infección crónica por VHC en combinación con Sofosbuvir.
- Velpatasvir 100mg con Sofosbuvir 400mg administrado vía oral de manera diaria.

Se puede administrar con o sin alimentos. Sin embargo, los niveles elevados de pH gástrico disminuyen su absorción, por lo que se debe evitar su administración con inhibidores de bomba de protones.

## Mecanismo de acción
Se desconoce el mecanismo exacto. Es un inhibidor no nucleósido de la NS5A polimerasa. Al inhibir la fosfoproteína NS5A, la cual es esencial para la replicación, se inhibe la replicación del RNA del VHC.